# Los Ángeles, San Pedro Cholula
Los Ángeles är en ort i Mexiko.   Den ligger i kommunen San Pedro Cholula och delstaten Puebla, i den sydöstra delen av landet, 90 km öster om huvudstaden Mexico City. Los Ángeles ligger 2 203 meter över havet och antalet invånare är 299.
Terrängen runt Los Ángeles är lite kuperad. Runt Los Ángeles är det mycket tätbefolkat, med 1 573 invånare per kvadratkilometer. Närmaste större samhälle är Puebla de Zaragoza, 16,7 km öster om Los Ángeles. Omgivningarna runt Los Ángeles är en mosaik av jordbruksmark och naturlig växtlighet.